# 30305 Севері
30305 Севері (30305 Severi) — астероїд головного поясу, відкритий 1 травня 2000 року.
Тіссеранів параметр щодо Юпітера — 3,301.